# Chlewo (osada leśna w województwie wielkopolskim)
Chlewo – osada leśna w Polsce położona w województwie wielkopolskim, w powiecie ostrzeszowskim, w gminie Grabów nad Prosną.
W latach 1975–1998 miejscowość administracyjnie należała do województwa kaliskiego.